# 鄭懋德
鄭懋德（1482年—？），字成昭，福建興化府蒲田縣人，民籍，明朝政治人物。

## 生平
正德二年（1507年）丁卯科福建鄉試第三十四名舉人。正德六年（1511年）中式辛未科會試第一百七十二名，登第三甲第一百九十五名進士。授江西广信府铅山县知县，十二年擢升刑部主事，十三年二月以疏忤钱宁，下锦衣卫狱，贬临清州同知，十五年升信陽州知州。嘉靖改元，起为南京刑部主事，升湖广司署郎中事员外郎，出为江西临江府知府，十三年（1534年）十一月丁父忧归。

## 家族
曾祖鄭道，永樂丁酉舉人，曾任河南考城知縣；祖父鄭孔用（鄭楫）；祖母蔡氏；父鄭灼（1462年-1534年），字孟輝，號抱朴，曾任省祭官。母王氏；繼母許氏。具庆下。從兄懋昂、懋賢、弟懋勲、懋和。